# Euphylidorea consimilis consimilis
Euphylidorea consimilis consimilis is een ondersoort van de tweevleugelige Euphylidorea consimilis uit de familie steltmuggen (Limoniidae). De soort komt voor in het Nearctisch gebied.